# مركبة (حزم العدين)

تعديل مصدري - تعديل

مركبة محلة تابعة لقرية الرش، التابعة لعزلة الاحكوم بمديرية حزم العدين إحدى مديريات محافظة إب في الجمهورية اليمنية، بلغ تعداد سكانها 75 حسب تعداد اليمن لعام 2004.